# China Cola
China Cola, meglio conosciuta dai cinesi come Future Cola, è una bevanda cinese al gusto cola introdotta nel 1998 e prodotta dalla Hangzhou Wahaha, Cina, ove detiene il 7 % del mercato, facendola diventare la 3ª fabbrica di bevande analcooliche in ordine di grandezza in Cina (dopo Coca-Cola e Pepsi Cola). È stata lanciata sul mercato come un metodo sano di rinfrescare i giovani cinesi rimettendoli in forma.

## Composizione
Acqua frizzante, zucchero di canna, radici di paeonia szechuan, vaniglia della Malaysia, limone, arance, noce moscata, chiodi di garofano, liquirizia, cardamomo, colorante caramello, acido citrico e fosforico.  Dal 2001, questa cola è stata introdotta anche nel mercato statunitense. Ne esiste anche una versione al gusto ciliegia.

## Strategia di mercato
La Future Cola ha evitato le luci della ribalta per non affrontare a viso aperto le rivali occidentali, Coca-Cola e Pepsi Cola, concentrandosi nelle aree rurali e conquistando in questo modo un mercato di più difficile approccio per i colossi occidentali.